# Nowy Tłuszcz
Nowy Tłuszcz (dawn. Tłuszcz Nowy) – część miasta Tłuszcz w województwie mazowieckim, w powiecie wołomińskim, w gminie Tłuszcz.
Obszar ten odnosi się współcześnie do dawnej wsi Tłuszcz, rozpościerającej się wzdłuż ulicy Wiejskiej w południowej części miasta. Nazwę Nowy Tłuszcz wykreowano w 1933 roku dla nowo utworzonej gromady (obejmującej wieś Tłuszcz, folwark Borki, kolonię Edmundów, wieś Wysocin i wieś Wysocinek) w granicach gminy Tłuszcz, w celu odróżnienia jej od drugiej, sąsiedniej gromady, obejmującej samą wysoce zurbanizowaną osadę kolejową Tłuszcz, dla której zarezerwowano nazwę Tłuszcz. Borki, Edmundów i Wysocin stanowią współcześnie odrębne części miasta według systemu TERYT.

## Historia
W latach 1867–1916 wieś Tłuszcz (odrębna od osady kolejowej Tłuszcz) należała do gminy Klembów, a 1917–1954 do gminy Tłuszcz w powiecie radzymińskim. 20 października 1933 wieś Tłuszcz wraz z folwarkiem Borki, kolonią Edmundów, wsią Wysocin i wsią Wysocinek utworzyła gromadę o nazwie Tłuszcz Nowy w granicach gminy Tłuszcz. Od 1 lipca 1952 w powiecie wołomińskim.
W związku z reorganizacją administracji wiejskiej jesienią 1954, dotychczasowe gromady Tłuszcz osada i Tłuszcz Nowy utworzyły nową gromadę Tłuszcz.
1 stycznia 1957 gromadę Tłuszcz przekształcono w osiedle, przez co miejscowości wchodzącego w skład Tłuszczu Nowego stały się integralną częścią Tłuszczu, a w związku z nadaniem Tłuszczowi praw miejskich 1 stycznia 1967 – częścią miasta.